# Cruquius (Hollande-Septentrionale)
Pour les articles homonymes, voir Cruquius.
Cruquius est un village situé dans la commune néerlandaise de Haarlemmermeer dans la province de la Hollande-Septentrionale.
Le village se trouve dans l'ouest de la commune, le long du Ringvaart, en face de Heemstede. Cruquius tire son nom de la station de pompage de Cruquius, elle-même nommée d'après l'ingénieur hydrologue Samuelis Nicolaus Cruquius. Cette station a été transformée en musée. À l'est du village, sur la route de Hoofddorp, se trouve le hameau de Cruquius-Oost.